# Zoppi (cognome)
Zoppi è un cognome di lingua italiana.

## Varianti
Zoppelli, Zoppetto, Zoppin, Zoppini, Zoppio, Zoppis, Zoppo.

## Origine e diffusione
Cognome tipicamente panitaliano, è presente prevalentemente in Italia centro-settentrionale.
Potrebbe derivare da un soprannome legato alla zoppia, dal tardo latino clopus, "zoppo".
La variante Zoppo è campana; Zoppelli è centro-settentrionale.

## Persone
- Gaetano Zoppi – generale e dirigente sportivo italiano
- Giovanni Cristoforo Zoppi – politico italiano
- Ottavio Zoppi – generale e politico italiano